# Логарифм

Графік функції log_{2}(x) проходить через точки з координатами (1, 0); (2, 1); (4, 2); (8, 3).
log_{2}(2) = 1, тому що 2^{1} = 2,
log_{2}(4) = 2, тому що 2^{2} = 4,
log_{2}(8) = 3, тому що 2^{3} = 8

Графіки логарифмів за основами 2, e, 10. Точки log_{b} b = 1 є перетинами з пунктирною прямою, і всі графіки проходять через точку log_{b} 1 = 0.

Логари́фм, або логари́тм, (від грец. λόγος — «слово», і грец. ἀριθμός — «число») — число {\displaystyle x} (показник степеня, степінь), яке показує, до якого степеня слід піднести число {\displaystyle a} (основу), щоб одержати число {\displaystyle b}.
{\displaystyle \log _{a}b=x.}
Основна логарифмічна тотожність: {\displaystyle a^{x}=b} або {\displaystyle a^{\log _{a}b}=b}, де {\displaystyle a>0}, {\displaystyle b>0} та {\displaystyle a\neq 1}.
Логарифми ввів Джон Непер на початку XVII століття як засіб спрощення розрахунків. Їх швидко почали застосовувати науковці та інженери для пришвидшення виконання обчислень із застосуванням логарифмічних лінійок і таблиць логарифмів. Логарифм дозволяє прискорити множення багатозначних чисел шляхом складання їхніх логарифмів. Наприклад, візьмімо два числа, які потрібно помножити: {\displaystyle 42,5} і {\displaystyle 378}. За допомогою таблиці логарифмів подивімося, що за основою {\displaystyle 10} ці числа мають логарифми (степені) {\displaystyle 1,6284} і {\displaystyle 2,5775} відповідно. Тобто, {\displaystyle 42,5=10^{1,6284}} i {\displaystyle 378=10^{2,5775}}. Таким чином, {\displaystyle 42,5*378=10^{1,6284}*10^{2,5775}=10^{(1,6284+2,5775)}=10^{4,2059}}. Виходить, що логарифмом добутку чисел {\displaystyle 42,5} і {\displaystyle 378}, за основою {\displaystyle 10}, є число {\displaystyle 4,2059}. З таблиці логарифмів легко знайти результат {\displaystyle \log _{10}{(42,5*378)}=4,2059}.
Сучасне означення логарифмів увів Леонард Ейлер, який у XVIII столітті пов'язав їх з показниковою функцією.

## Позначення
Позначення:
{\displaystyle x=\log _{a}b} (логарифм числа {\displaystyle b} за основою {\displaystyle a})
Існують особливі позначення для:
- натуральних логарифмів (логарифмів за основою e):

{\displaystyle \log _{e}a=\ln a}
- десяткових логарифмів (логарифмів за основою 10):

{\displaystyle \log _{10}a=\lg a}
- двійкових логарифмів (логарифмів за основою 2):

{\displaystyle \log _{2}a=\operatorname {lb} a}
Логарифми винайшов Джон Непер на початку XVII століття як засіб для спрощення розрахунків і відтоді їх широко використовують у науці, техніці. До винайдення комп'ютерів логарифмічна лінійка та таблиці логарифмів були повсякденним інструментом інженера.

## Властивості
|         | Формула                                                                        | Приклад                                                                          |
| ------- | ------------------------------------------------------------------------------ | -------------------------------------------------------------------------------- |
| Добуток | {\displaystyle \log _{a}(xy)=\log _{a}x+\log _{a}y\,}                          | {\displaystyle \log _{3}243=\log _{3}(9\cdot 27)=\log _{3}9+\log _{3}27=2+3=5\,} |
| Частка  | {\displaystyle \log _{a}\!\left({\frac {x}{y}}\right)=\log _{a}x-\log _{a}y\,} | {\displaystyle \lg \left({\frac {1}{1000}}\right)=\lg 1-\lg 1000=0-3=-3}         |
| Степінь | {\displaystyle \log _{a}x^{p}=p\log _{a}x}                                     | {\displaystyle \log _{2}64=\log _{2}2^{6}=6\log _{2}2=6\,}                       |
| Корінь  | {\displaystyle \log _{a}{\sqrt[{p}]{x}}={\frac {1}{p}}\log _{a}x}              | {\displaystyle \lg {\sqrt {1000}}={\frac {1}{2}}\lg 1000={\frac {3}{2}}=1{,}5}   |

Ці властивості зробили логарифм надзвичайно корисною функцією. Додавання та віднімання набагато простіші операції ніж множення та ділення, й, маючи таблицю логарифмів, можна сильно спростити складні обчислення.
Формула
{\displaystyle \log _{a}x={\frac {\log _{b}x}{\log _{b}a}}}
дозволяє переходити від одної основи до іншої.
Інші тотожності:
- {\displaystyle a^{log_{a}b}=b}
- {\displaystyle a^{log_{c}b}=b^{log_{c}a}}
- {\displaystyle \log _{b^{c}}a={\tfrac {1}{c}}\log _{b}a}
- {\displaystyle \log _{a}b={\frac {1}{\log _{b}a}}}

## Логарифмічна функція

Графіки логарифмів за основами 2, e, 1/2

Логарифмічна функція {\displaystyle y=\log _{b}x} ставить у відповідність кожному значенню змінної її логарифм за наперед обраною основою {\displaystyle b}.
Властивості логарифмічної функції:
- множина визначення логарифмічної функції {\displaystyle D=(0,+\infty )},
- логарифмічна функція є монотонною, причому
  - є зростаючою, якщо {\displaystyle b>1}
  - є спадною, якщо {\displaystyle 0<b<1}
- логарифмічні функції за різними основами є пропорційними,
- функція {\displaystyle y=\log _{b}x} є оберненою до показникової функції {\displaystyle x=b^{y}},
- похідна логарифмічної функції:

{\displaystyle {\frac {d\ln x}{dx}}={\frac {1}{x}},\qquad {\frac {d\log _{b}x}{dx}}={\frac {1}{x\ln b}}}
- первісна логарифмічної функції:

{\displaystyle \int \ln x\,dx=x(\ln x-1)+C} (див. також таблицю інтегралів логарифмічних функцій)
- похідна від логарифму функції називається логарифмічною похідною

{\displaystyle {\frac {d}{dx}}\ln(f(x))={\frac {f'(x)}{f(x)}}.}
- спеціальна функція інтегральний логарифм:

{\displaystyle {\rm {li}}(x)=\int _{0}^{x}{\frac {dt}{\ln t}},\quad x\neq 1}
- розклад у ряд Тейлора

{\displaystyle \ln(1+x)=\sum _{n=1}^{\infty }{\frac {(-1)^{n+1}}{n}}x^{n}=x-{\frac {x^{2}}{2}}+{\frac {x^{3}}{3}}-\cdots }
- стала Ейлера—Маскероні

{\displaystyle \gamma =\lim _{n\rightarrow \infty }\left[\left(\sum _{k=1}^{n}{\frac {1}{k}}\right)-\ln(n)\right]}

## Натуральні логарифми
Зв'язок з десятковим логарифмом: {\displaystyle \ln x\approx 2{,}30259\ \lg x;\ \ \lg x\approx 0{,}43429\ \ln x}.
Як зазначено вище, для похідної натурального логарифму справедлива проста формула:
{\displaystyle (\ln x)'={\frac {1}{x}}}
З цієї причини у математичних дослідженнях дуже часто використовують саме натуральні логарифми. Вони часто з'являються при розв'язку диференціальних рівнянь, дослідженні статистичних закономірностей (наприклад, розподіл простих чисел) тощо.
Невизначений інтеграл від натурального логарифму легко знайти інтегруванням за частинами:
{\displaystyle \int {\ln x\,\mathrm {d} x}=x\ln x-x+C}
Розклад у ряд Тейлора може бути представлений наступним чином: 

при {\displaystyle -1<x\leqslant 1} наступна рівність є справедливою
| {\displaystyle \ln(1+x)=x-{\frac {x^{2}}{2}}+{\frac {x^{3}}{3}}-{\frac {x^{4}}{4}}+\dots } | (1) |

Зокрема,
| {\displaystyle \ln 2=1-{\frac {1}{2}}+{\frac {1}{3}}-{\frac {1}{4}}+\dots } |

Формула (1) не має великої практичної цінності через те, що ряд дуже повільно сходиться і значення{\displaystyle x} є обмеженим у доволі вузькому діапазоні. Однак, не складно отримати з неї зручнішу формулу:
| {\displaystyle \ln \left({\frac {1+x}{1-x}}\right)=2\left(x+{\frac {x^{3}}{3}}+{\frac {x^{5}}{5}}+{\frac {x^{7}}{7}}+\dots \right)} | (2) |

Цей ряд сходиться швидше, а крім цього, ліва частина формули тепер може виразити логарифм будь-якого додатного числа.

## Двійкові логарифми
Логарифми за основою 2 широко застосовуються в теорії інформації. Двійковий логарифм натурального числа {\displaystyle N} дозволяє визначити число цифр {\displaystyle b(N)} у внутрішньому комп'ютерному (бітовому) поданні цього числа:
{\displaystyle B(N)=\lfloor \operatorname {lb} N\rfloor +1} (дужки позначають цілу частину числа).
Інформаційна ентропія — міра кількості інформації, також заснована на двійкових логарифмах.
Оцінка асимптотичної складності рекурсивних алгоритмів, заснованих на принципі «розділяй та володарюй» — таких, як швидке сортування, швидке перетворення Фур'є, двійковий пошук виконується з використанням двійкових логарифмів.
У теорії музики, щоб вирішити питання про те, на скільки частин ділити октаву, потрібно відшукати раціональне наближення для {\displaystyle \log _{2}{\frac {3}{2}}\approx 0{,}585.} Якщо розкласти це число в безперервний дріб, то третій дріб, що підходить, (7/12) дозволяє обґрунтувати класичний розподіл октави на 12 півтонів.

## Десяткові логарифми

Рисунок 2а. Логарифмічна шкала.

Рисунок. 2б. Логарифмічна шкала з позначеннями.

Логарифми за основою 10 (позначаються як lg a) до винайдення калькуляторів широко використовували для обчислень. Нерівномірна шкала десяткових логарифмів зазвичай наноситься і на логарифмічні лінійки. Подібну шкалу використовують у багатьох галузях науки, наприклад:
- Фізика — інтенсивність звуку (децибели).
- Астрономія — шкала яскравості зірок.
- Хімія — активність водневих іонів (pH).
- Сейсмологія — шкала Ріхтера.
- Теорія музики — нотна шкала, по відношенню до частот нотних звуків.
- Історія — логарифмічна шкала часу.

Логарифмічну шкалу також широко використовують для виявлення показника степеня у показникових залежностях і коефіцієнта у показнику експоненти. При цьому графік, побудований у логарифмічному масштабі по одній або двох осях, приймає вигляд прямої, яка є простішою для дослідження.

## Логарифмічна функція комплексної змінної

### Визначення і властивості
Для комплексних чисел логарифм визначається так само як і для дійсних. На практиці використовують майже завжди натуральний комплексний логарифм, який позначають як {\displaystyle \mathrm {Ln} \,w} і визначають як множину всіх комплексних чисел {\displaystyle z} таких, що {\displaystyle e^{z}=w}. Комплексний логарифм існує для будь-якого {\displaystyle w\neq 0}, і його дійсна частина визначається однозначно, тоді як уявна частина має нескінченну множину значень. З цієї причини його називають багатозначною функцією. Якщо представити {\displaystyle w} у показниковій формі:
{\displaystyle w=r\cdot e^{i\varphi }},
то логарифм {\displaystyle \mathrm {Ln} \,w} знаходиться за формулою:
{\displaystyle \mathrm {Ln} \,w=\{\ln r+i\left(\varphi +2\pi k\right),\,k\in \mathbb {Z} \}.}
Тут {\displaystyle \ln \,r} — дійсний логарифм, {\displaystyle r=|w|}, {\displaystyle k} — довільне ціле число. Значення, що отримуємо при {\displaystyle k=0}, називається головним значенням комплексного натурального логарифму; прийнято брати значенням аргументу у ньому {\displaystyle \varphi } в інтервалі {\displaystyle (-\pi ,\pi ]}. Відповідна (вже однозначна) функція називається головною гілкою логарифму і позначається {\displaystyle \ln \,z}. Інколи через {\displaystyle \ln \,z} також позначають значення логарифму, що лежить не на головній гілці.
З формули маємо наступні наслідки:
- Дійсна частина логарифму визначається за формулою:

{\displaystyle \operatorname {Re} (\ln(x+iy))={\frac {1}{2}}\ln(x^{2}+y^{2})}
- Логарифм від'ємного числа знаходиться за формулою:

{\displaystyle \ln(-x)=\ln x+i\pi (2k+1)\qquad (x>0,\ k=0,\pm 1,\pm 2\dots )}
Оскільки комплексні тригонометричні функції пов'язані з експонентою (формула Ейлера), то комплексний логарифм як функція, що обернена до експоненти, пов'язаний з оберненими тригонометричними функціями. Приклад такого зв'язку:
{\displaystyle \arcsin z=-i\ln(iz+{\sqrt {1-z^{2}}})}

### Приклади
Наведемо головне значення логарифму для деяких аргументів:
- {\displaystyle ~\ln(-1)=i\pi }
- {\displaystyle \ln(i)=i{\frac {\pi }{2}}}
- {\displaystyle \ln(-i)=-i{\frac {\pi }{2}}}

Потрібно бути обережним при перетвореннях комплексних логарифмів, беручи до уваги, що вони багатозначні, тому з рівності логарифмів будь-яких виразів не виходить рівність цих виразів. Приклад помилкових міркувань:
{\displaystyle i\pi =\ln(-1)=\ln((-i)^{2})=2\ln(-i)=2(-i\pi /2)=-i\pi } — неправильно (суперечність).
Відзначимо, що зліва стоїть головне значення логарифма, а справа — значення з нижчої гілки ({\displaystyle k=-1}). Причина помилки — неправильне використання властивості {\displaystyle \log _{a}{(b^{p})}=p~\log _{a}b}, яка, загалом, справджується у випадку комплексних чисел для всього нескінченного набору значень логарифма, а не тільки для головного значення.

### Аналітичне продовження

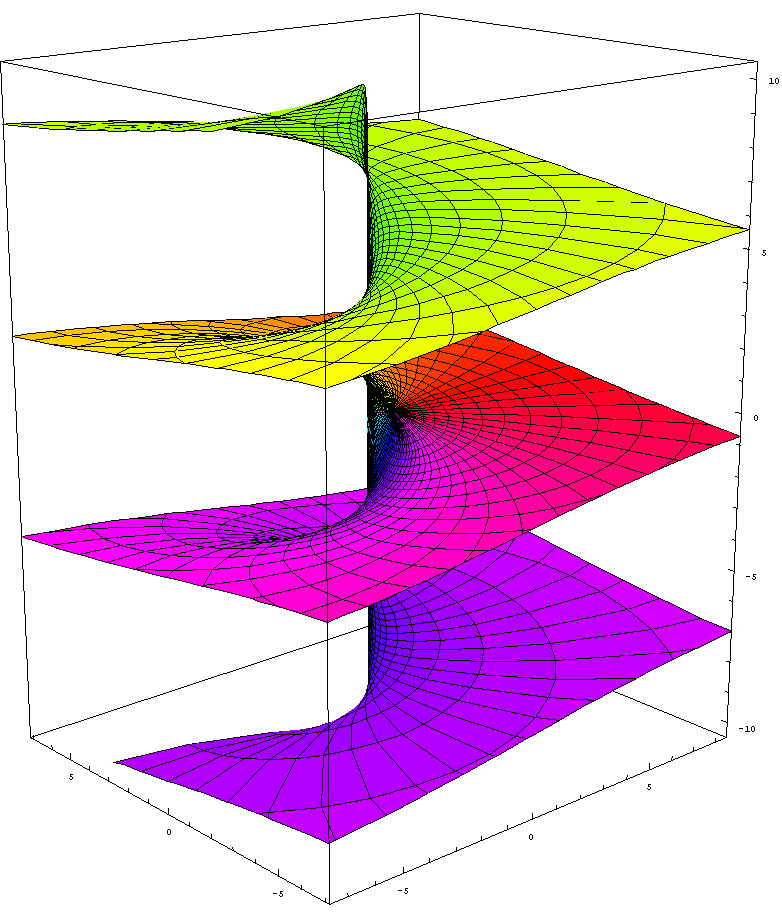
Рисунок 3. Ріманова поверхня, на якій задається функція.

Логарифм комплексного числа також може бути визначений як аналітичне продовження дійсного логарифму на всю комплексну площину. Нехай крива {\displaystyle \Gamma } починається в одиниці, не проходить через нуль і не перетинає від'ємну частину дійсної осі. Тоді головне значення логарифму в кінцевій точці {\displaystyle w} кривої {\displaystyle \Gamma } можна визначити за формулою:
{\displaystyle \ln w=\int \limits _{\Gamma }{dz \over z}}
Якщо {\displaystyle \Gamma } — проста крива (без самоперетину), то для чисел, що лежать на ній, логарифмічні тотожності можна застосовувати без обмежень, наприклад
{\displaystyle \ln(wz)=\ln w+\ln z,~\forall z,w\in \Gamma \colon zw\in \Gamma }
Якщо дозволити кривій {\displaystyle \Gamma } перетинати від'ємну частину дійсної осі, то перший такий перетин переносить результат з гілки головного значення на сусідню гілку, а кожен наступний перетин викликає аналогічне зміщення по гілках логарифмічної функції (дивіться рисунок).
Із формули аналітичного продовження виходить, що на будь-якій гілці логарифму
{\displaystyle \ln 'z={1 \over z}}
Для будь-якого околу {\displaystyle S}, що містить точку {\displaystyle 0}:
{\displaystyle \oint \limits _{S}{dz \over z}=2\pi i}
Інтеграл береться у додатному напрямку (проти годинникової стрілки). Ця тотожність лежить в основі теорії лишків.
Можна також визначити аналітичне продовження комплексного логарифма за допомогою ряду, що наведений вище (1), і який узагальнений для випадку комплексного аргументу. Однак із вигляду розкладу в ряд маємо наслідок, що він дорівнює нулю в одиниці, тобто ряд відноситься лише до головної гілки багатозначної функції комплексного логарифма.

### Поверхня Рімана
Комплексна логарифмічна функція — приклад поверхні Рімана; її уявна частина (рисунок 3) складається з нескінченного числа гілок, що закручені у вигляді спіралі. Ця поверхня однозв'язна; єдиний її нуль (першого порядку) отримуємо при {\displaystyle z=1}, особливі точки: {\displaystyle z=0} і {\displaystyle z=\infty } (точки розгалуження нескінченного порядку).
Ріманова поверхня логарифму є універсальним накриттям для комплексної площини без точки {\displaystyle 0}.

## Історія
Ще у VIII столітті індійський математик Вірасена розвинув концепцію ардхакчеди, що означала скільки разів число виду 2n можна поділити на два. Для чисел, які не є цілими степенями двійки ардхакчеда залишалася невизначеною. Він описав також трікачеду та чатуртхачеду — відповідні числа для основ 3 і 4.
1544 року Міхаель Штифель опублікував у Нюрнбергу книгу Arithmetica integra з таблицею цілих чисел і степенів двійки, які їм відповідають.
Ці ранні дослідження можна вважати попередниками логарифмів.

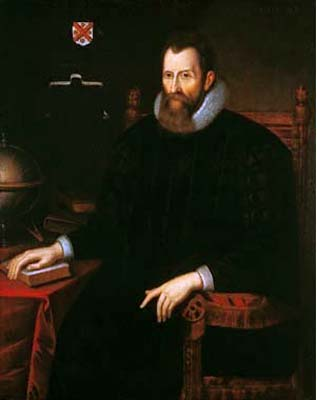
Джон Непер (1550—1617)

Метод логарифмування був опублікований Джоном Непером у 1614 році в книзі під назвою Mirifici Logarithmorum Canonis Descriptio (Опис чудового правила логарифмів). Незалежно від Непера логарифми відкрив Юст Бурґі, але його публікація з'явилася на 6 років пізніше.
Непер не тільки сформулював правило множення чисел з використанням логарифмів, а й побудував перші логарифмічні таблиці. Методом повторного віднімання Непер обрахував 107(1 − 10−7)L для L від 1 до 100. Для L=100 результат приблизно дорівнює 0.99999 = 1 − 10−5. Далі він порахував добутки цих чисел при множенні на 107(1 − 10−5)L для L від 1 до 50, і, аналогічно, добутки цих чисел при множенні на 0.9995 ≈ (1 − 10−5)20 й 0.99 ≈ 0.99520. Обчислення тривали 20 років. Як наслідок він отримав число L, яке є розв'язком рівняння
{\displaystyle N=10^{7}{(1-10^{-7})}^{L}.\,}
для чисел від 5 до 10 000 000.
Спочатку Непер назвав L штучним числом, але потім запровадив новий термін — логарифм. У сучасній нотації з використанням натуральних логарифмів це співвідношення має вигляд
{\displaystyle L=\log _{(1-10^{-7})}\!\left({\frac {N}{10^{7}}}\right)\approx 10^{7}\log _{\frac {1}{e}}\!\left({\frac {N}{10^{7}}}\right)=-10^{7}\log _{e}\!\left({\frac {N}{10^{7}}}\right),}
де наближення відповідає тому, що
{\displaystyle {(1-10^{-7})}^{10^{7}}\approx {\frac {1}{e}}.\,}
з дуже малою похибкою.
Дуже швидко винахід Непера здобув широке визнання. Роботи італійця Бонавентури Кавальєрі та німця Йоганна Кеплера розвинули і вдосконалили концепцію. 1620 року Едмунд Вінґейт збудував першу логарифмічну лінійку.

Гіпербола y = 1/x (червона крива) і площа від x = 1 to 6 (помаранчева).

1647 року Грегуар де Сент-Вінсент отримав зв'язок між логарифмом та квадратурою гіперболи, зауваживши, що площі під графіком функції y = 1/x між 1 та числами a та b задовольняють співвідношенню:
{\displaystyle S(ab)=S(a)+S(b)}.
Натуральні логарифми були вперше описані Нікола Меркаром у праці Logarithmotechnia 1668 року, хоча ще у 1619 вчитель математики Джон Спейделл складав таблицю натуральних логарифмів.
Приблизно 1730 року Леонард Ейлер дав означення експоненти та натурального логарифма як
{\displaystyle e^{x}=\lim _{n\rightarrow \infty }(1+x/n)^{n},}
{\displaystyle \ln(x)=\lim _{n\rightarrow \infty }n(x^{1/n}-1).}
Ейлер показав, що ці функції обернені одна одній.

## Деякі практичні застосування

### Логарифмічна лінійка

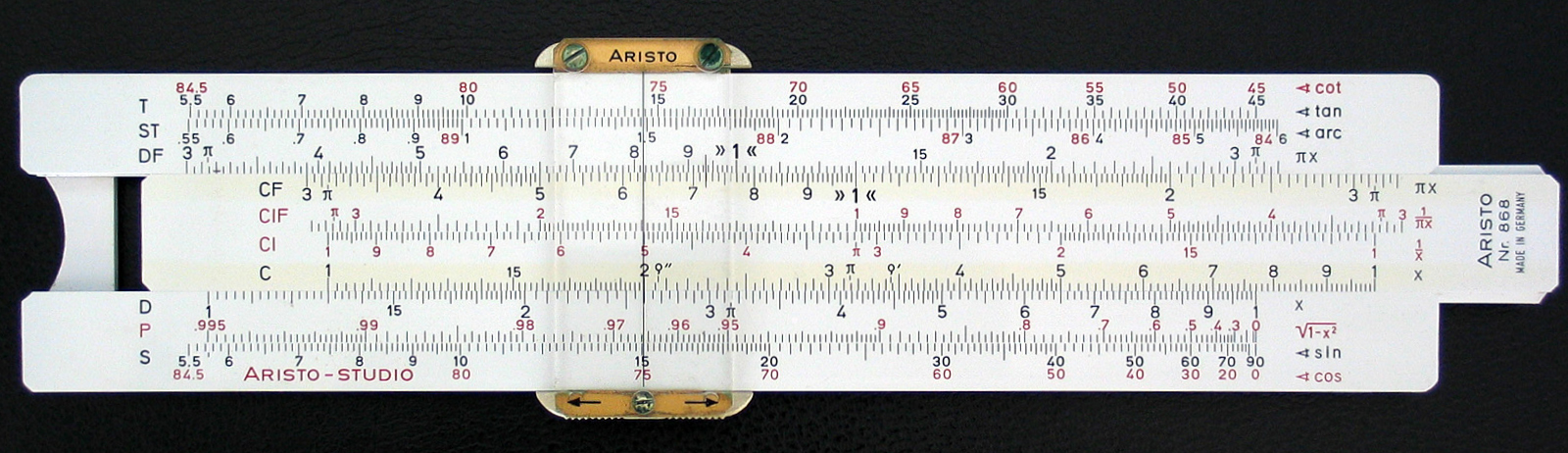
Типова логарифмічна лінійка. Показано обчислення добутку 1,3 × 2 = 2,6

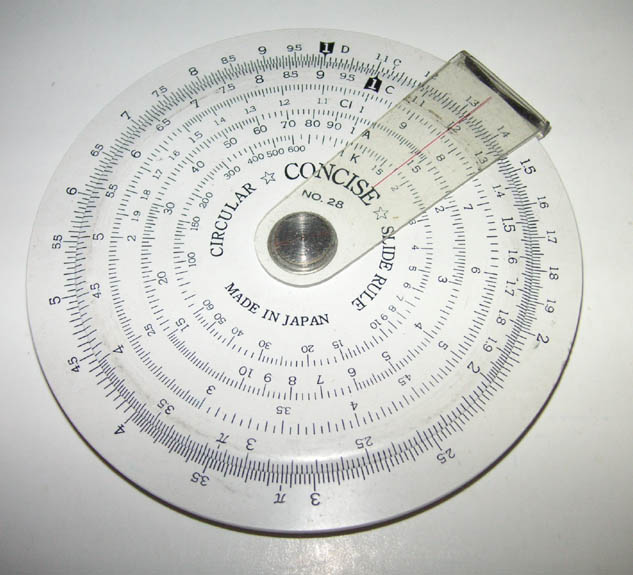
Кругла логарифмічна лінійка.

Логарифмі́чна лінійка — аналоговий обчислювальний пристрій, що дозволяє виконувати кілька математичних операцій, основними з яких є множення і ділення чисел.
Найпростіша логарифмічна лінійка складається з двох шкал у логарифмічному масштабі, що здатні пересуватися одна відносно одної. Складніші лінійки містять додаткові шкали і прозорий повзунок з кількома поділками. На зворотній стороні лінійки можуть знаходитися різні довідкові матеріали.
За допомогою додаткових шкал можна здійснювати піднесення до степеня (частіше всього до квадрата і куба), обчислення логарифмів, тригонометричних функцій та обернених операцій (добування квадратних і кубічних коренів, обчислення експоненти та обернених тригонометричних функцій), перетворення величин між різними системами (наприклад, кіловатів на кінські сили чи навпаки) та деякі інші операції.

#### Принцип дії
Основний принцип дії логарифмічної лінійки оснований на тому, що множення і ділення чисел замінюється відповідно додаванням і відніманням їх логарифмів:
lg (xy) = lg x + lg y,
lg (x/y) = lg x − lg y.
Для того щоб обчислити добуток двох чисел, початок (чи кінець) рухомої шкали суміщують із першим множником на нерухомій шкалі, а на рухомій шкалі відшукують другий множник. Напроти нього на нерухомій шкалі знаходиться результат множення чисел.
Щоб розділити числа, на рухомій шкалі знаходять дільник і суміщують його з діленим на нерухомій шкалі. Початок (або кінець) рухомої шкали вказує на результат.
За допомогою логарифмічної лінійки знаходять лише мантису числа, його порядок обчислюється усно. Точність обчислення звичайних логарифмічних лінійок — два-три десяткових знаки. Для виконання інших операцій застосовують повзунок та додаткові шкали. Слід відзначити, що, незважаючи на простоту, на логарифмічній лінійці можна виконувати досить складні розрахунки.

#### Історія
Перший варіант лінійки розробив англійський математик-аматор Вільям Отред 1622 року.
Раніше випускалися посібники з їх використання досить великого обсягу.
В СРСР логарифмічні лінійки широко застосовувалися для виконання інженерних розрахунків приблизно до початку 80-х років XX століття, коли їх було витіснено калькуляторами.

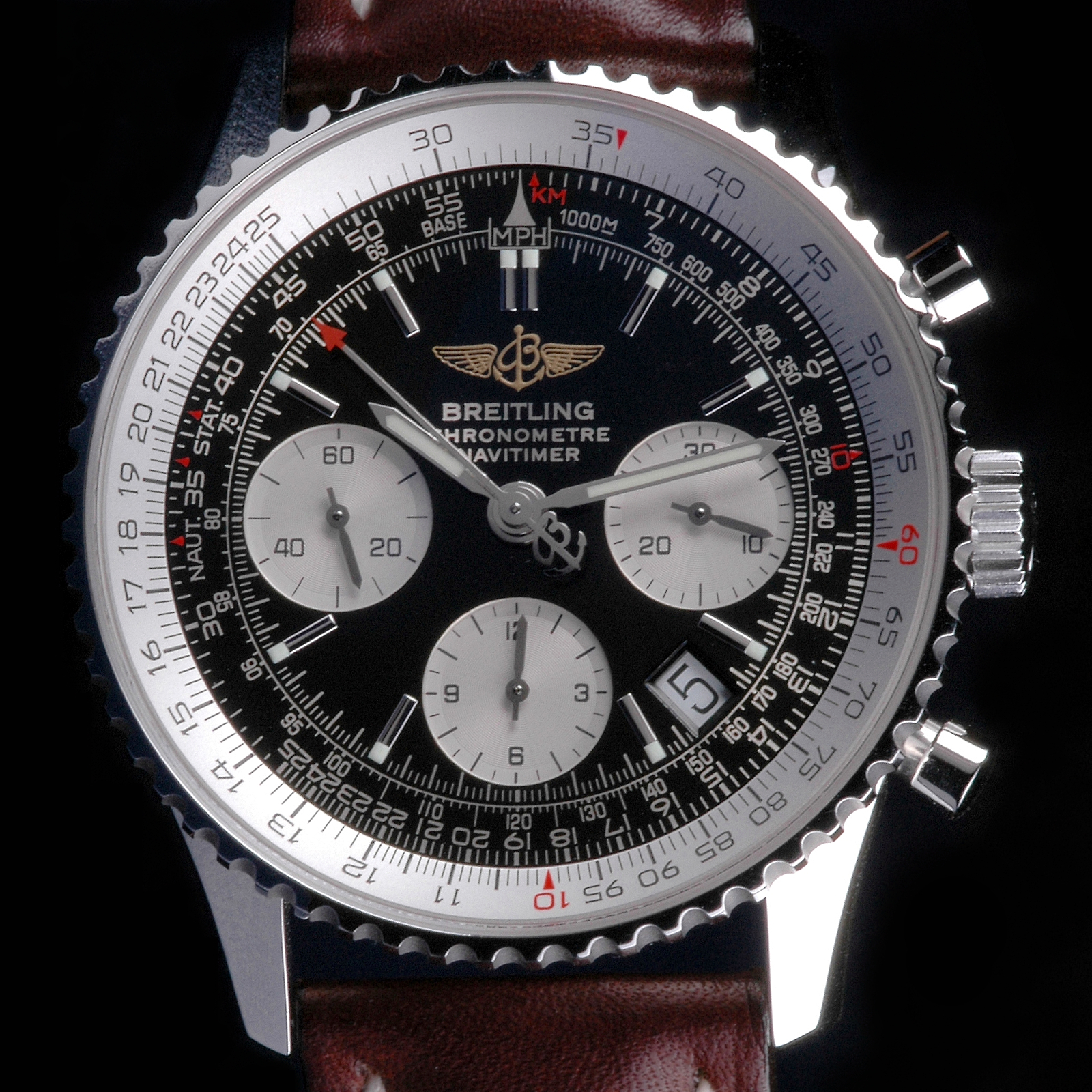
Годинник Breitling Navitimer

Відродження логарифмічної лінійки відбулося на початку XXI сторіччя внаслідок попиту на наручні годинники та хронометри із вбудованим простим обчислювальним пристроєм. Його виконано у вигляді двох логарифмічних шкал навколо циферблату годинника, одна з яких може обертатися (базель). За примхою виробників такі пристрої зазвичай називають «навігаційна лінійка». За допомогою такого пристрою можна виконувати переведення миль на кілометри, літрів на галони, метри за секунду в кілометри за годину тощо. На відміну від калькулятора одразу будується таблиця відповідності величин.
Прикладом таких годинників можна вважати Breitling Navitimer, CITIZEN (моделі BJ7010-59E, JQ8005-56E, JR3130-55E), Orient (моделі OCEM58002DV, OCTD09001B, OCTD09003D) та деякі інші.

### Логарифмічна спіраль

Побудова логарифмічної спіралі. Анімація.

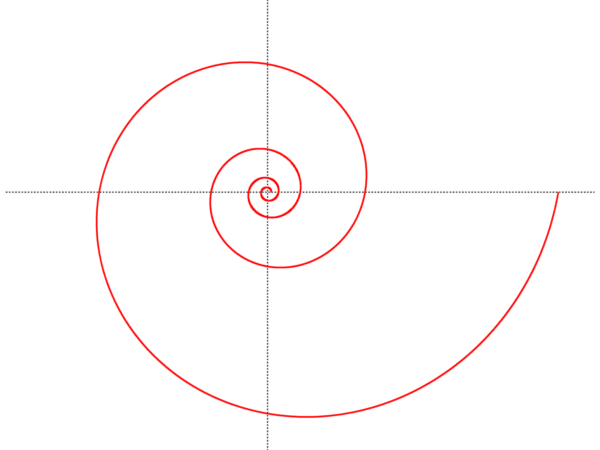
Логарифмічна спіраль (нахил 10°).

Логарифмічна спіраль або ізогональна спіраль — особливий вид спіралі, що часто зустрічається в природі. Логарифмічна спіраль була вперше описана Декартом і пізніше інтенсивно досліджена Бернуллі, який називав її Spira mirabilis — «дивовижна спіраль». Власне термін «логарифмічна спіраль» (фр. spirale logarithmique) першим вжив П'єр Варіньон

#### Рівняння
У полярних координатах рівняння кривої може бути записано як
{\displaystyle r=ae^{b\theta }\,}
або
{\displaystyle \vartheta ={\frac {1}{b}}\ln(r/a),}
що пояснює назву «логарифмічна».
У параметричній формі його може бути записано як
{\displaystyle x(t)=r\cos t=ae^{bt}\cos t\,,}
{\displaystyle y(t)=r\sin t=ae^{bt}\sin t\,,}
де a, b — дійсні числа.

#### Властивості
- Кут, що утворюється дотичною в довільній точці логарифмічної спіралі з радіус-вектором точки дотику, постійний і залежить лише від параметра {\displaystyle b.}
  - У термінах диференціальної геометрії це може бути записано як
{\displaystyle {\frac {\langle \mathbf {r} (\theta ),\mathbf {r} '(\theta )\rangle }{\|\mathbf {r} (\theta )\|\|\mathbf {r} '(\theta )\|}}={\frac {b}{\sqrt {1+b^{2}}}}=\cos \varphi .}
- Похідна функції {\displaystyle \mathbf {r} '(\vartheta )} пропорційна параметру b. Іншими словами, він визначає, наскільки щільно і в якому напрямку закручується спіраль. У граничному випадку, коли {\displaystyle b=0\;(\varphi =\pi /2)} спіраль вироджується в коло радіусу a. Навпаки, коли b прямує до нескінченності {\displaystyle (\varphi \rightarrow 0),} спіраль наближається до прямої лінії. Кут, що доповнює {\displaystyle \varphi } до 90 °, називають нахилом спіралі.
- Розмір витків логарифмічної спіралі поступово збільшується, але їх форма залишається незмінною. Можливо, внаслідок цієї властивості, логарифмічна спіраль з'являється в багатьох зростаючих формах, подібних до мушлель молюсків і квіток соняшників.[21]

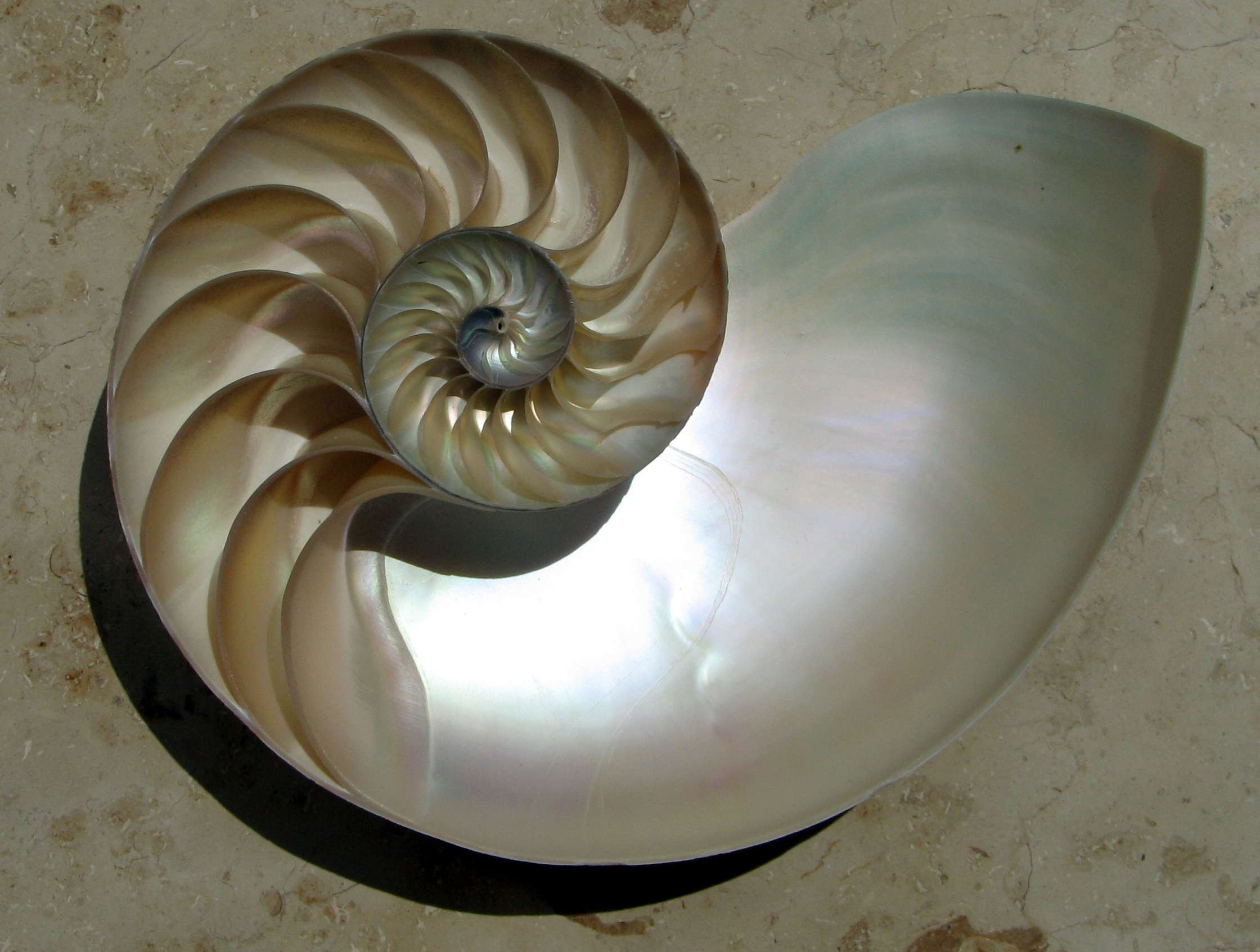
Мушля молюска Наутілуса за формою близька до логарифмічної спіралі
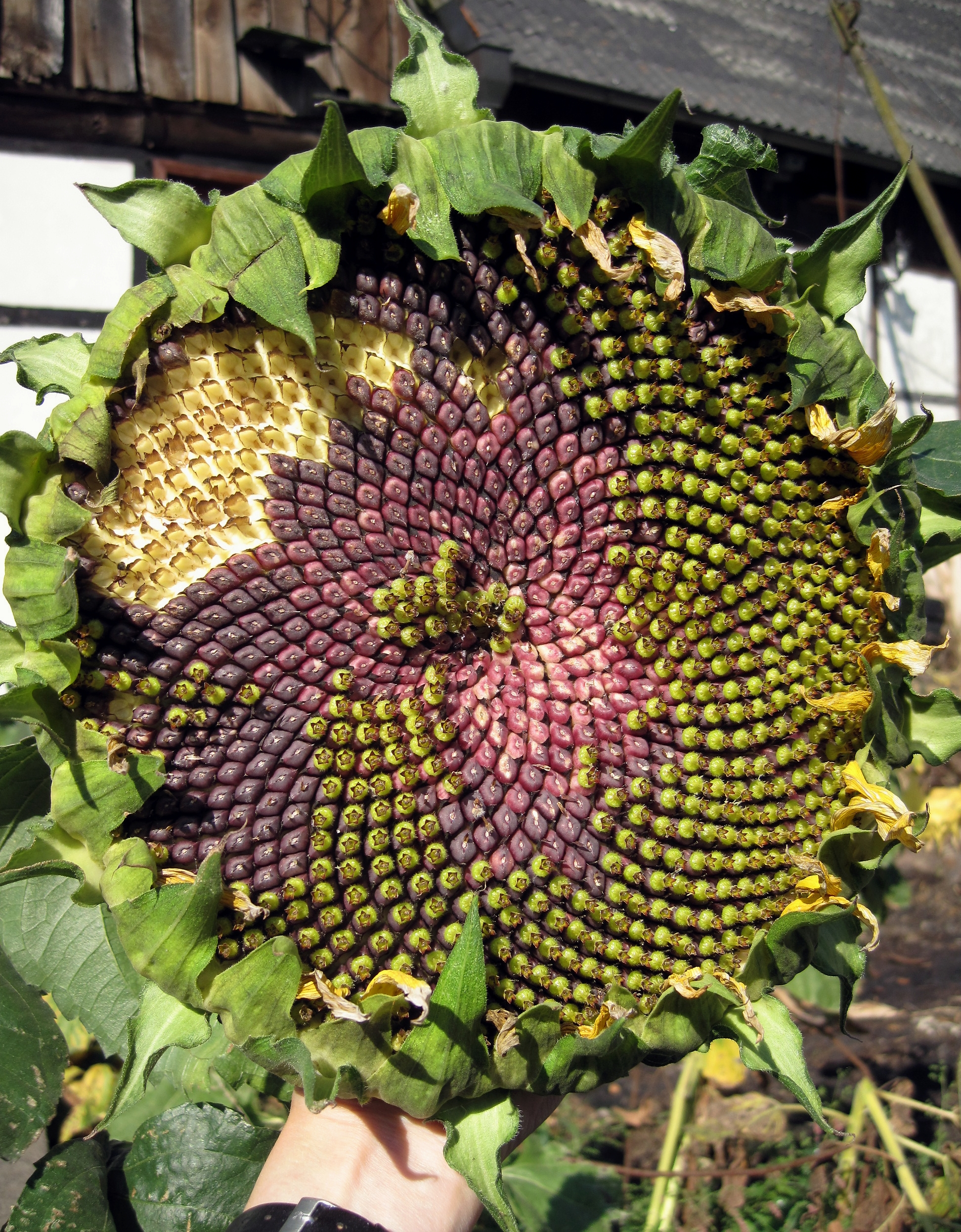
Розташування насінин соняшника
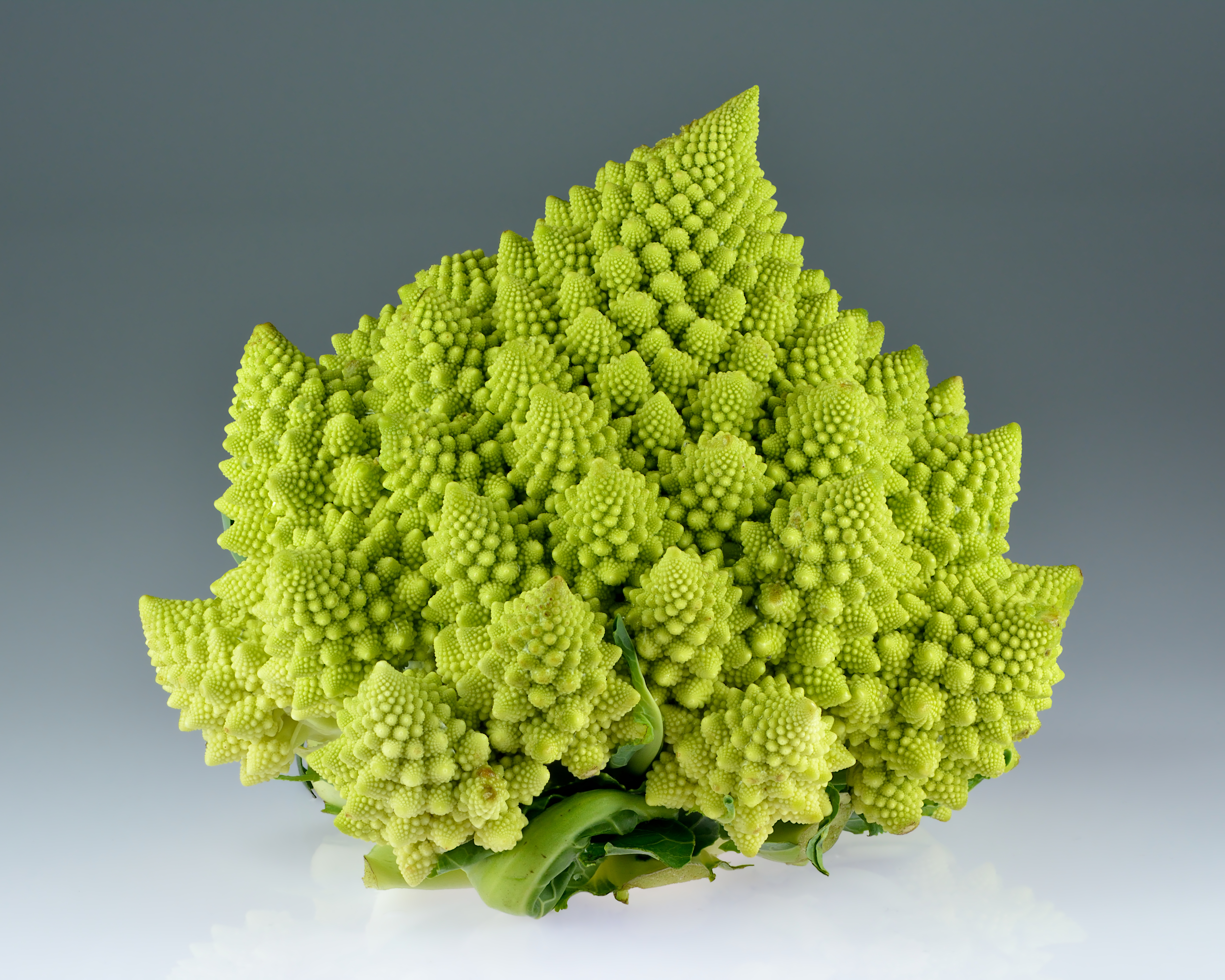
Цвітна капуста Романеско
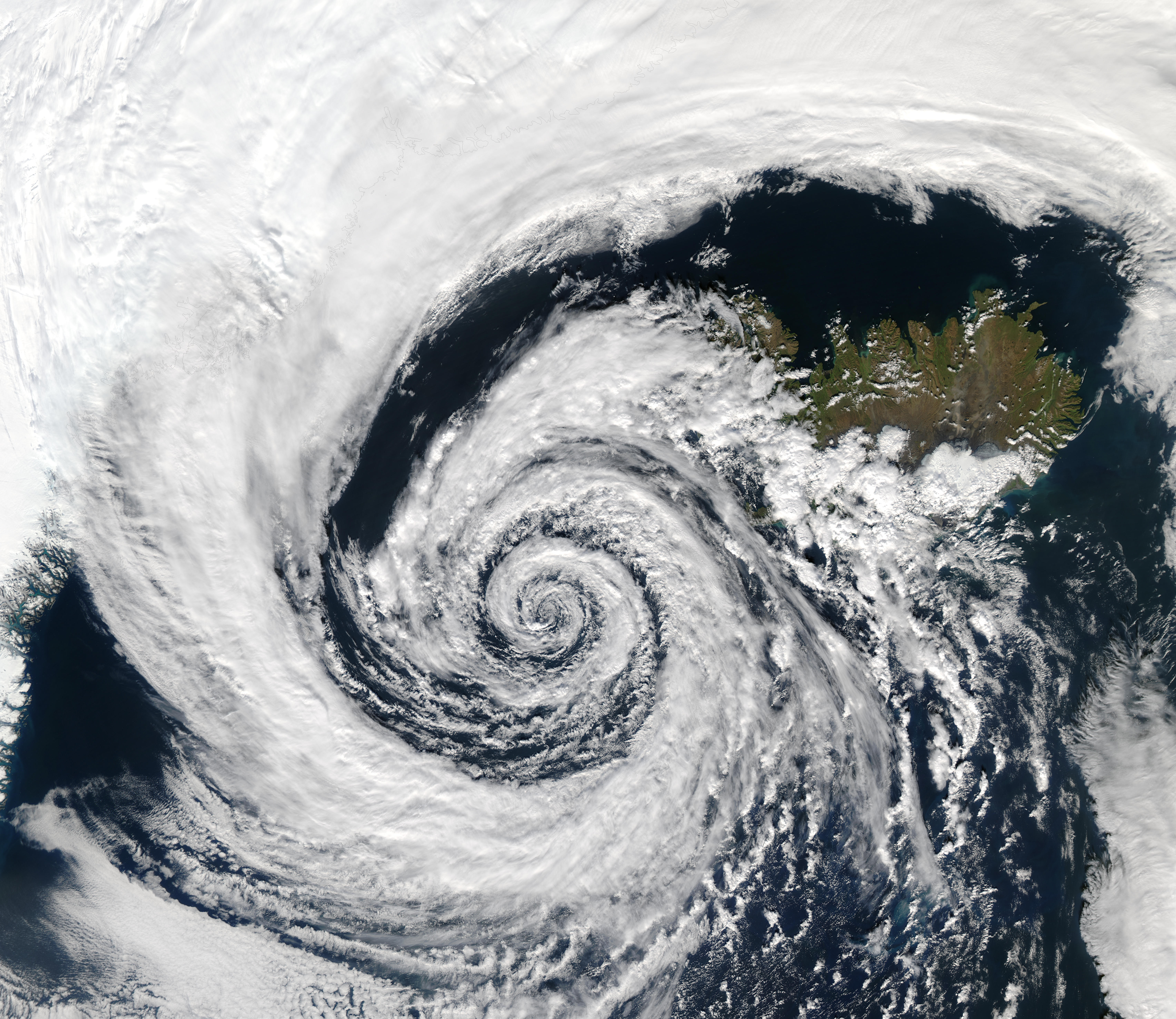
Область низького тиску над Ісландією
Спіральна галактика Вир
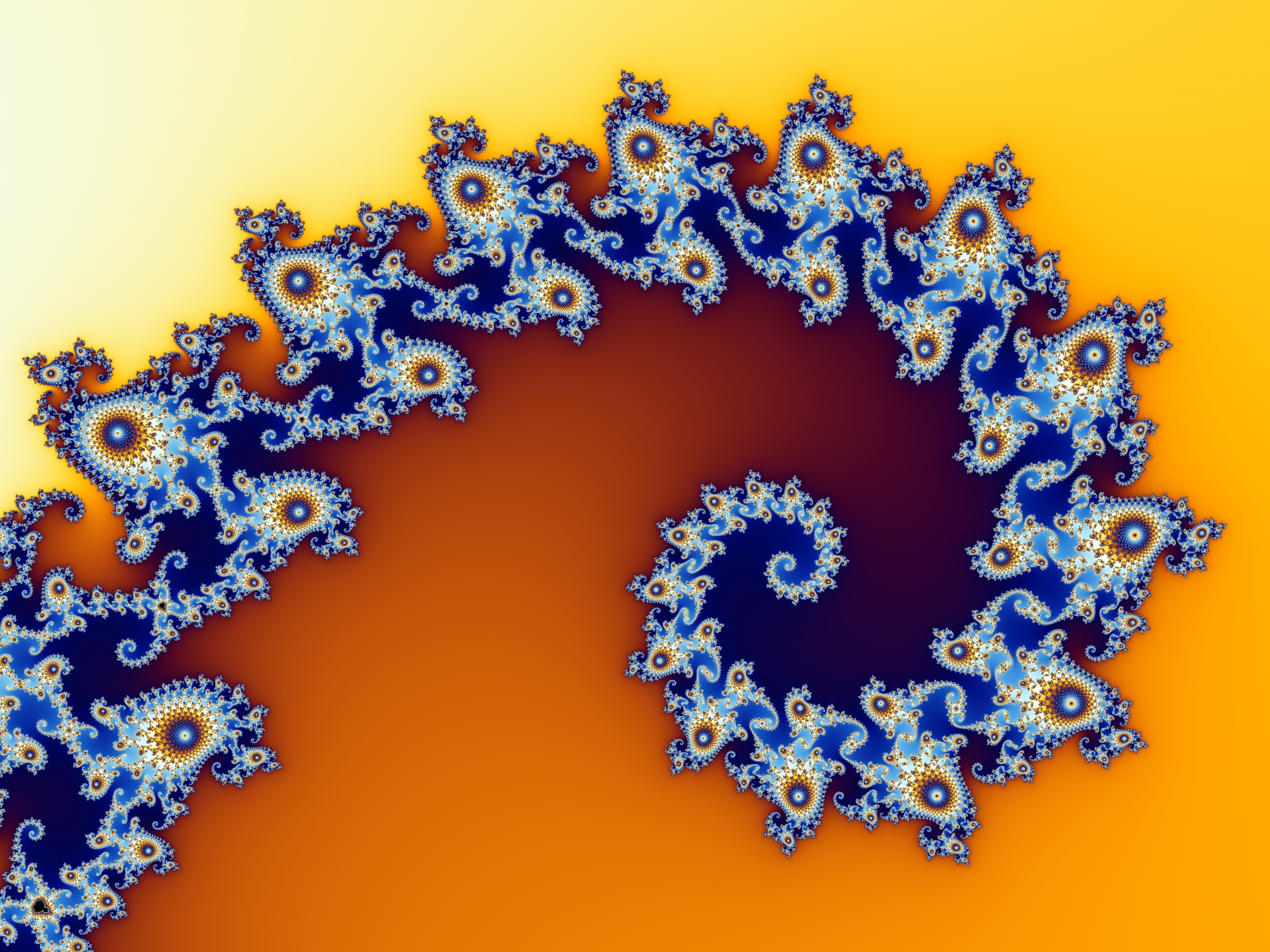
Секція множини Мандельброта, що є логарифмічною спіраллю

### Логарифмічні залежності в науці та природі
Логарифмічні функції надзвичайно поширені як у математиці, і у природничих науках. Часто логарифми з'являються там, де проявляється самоподібність, тобто деякий об'єкт послідовно відтворюється в зменшеному або збільшеному масштабі. Наведемо кілька прикладів використання логарифмів у різноманітних науках.

#### Теорія чисел
Розподіл простих чисел асимптотично підпорядковується простим законам:
1. Кількість простих чисел в інтервалі від 1 до {\displaystyle n} приблизно дорівнює {\displaystyle {\frac {n}{\ln n}}}.
2. k-те просте число приблизно дорівнює {\displaystyle k\ln k}.

Точніші оцінки використовують інтегральний логарифм.
Нерідко постає задача грубо оцінити дуже велике число — наприклад, факторіал або число Мерсенна з великим номером. Для цього було б зручно приблизно записати число в експоненційному форматі, тобто у вигляді мантиси та десяткового порядку.
Задачу легко розв'язати із застосуванням логарифмів. Розгляньмо для прикладу 44-те число Мерсенна {\displaystyle M=2^{32582657}-1}.
{\displaystyle \lg M\approx 32582657\cdot \lg 2\approx 9808357{,}09543}
Отже, мантиса результату дорівнює {\displaystyle 10^{0{,}09543}\approx 1{,}25.} Остаточно отримаємо:
{\displaystyle M\approx 1{,}25\cdot 10^{9808357}.}

#### Математический анализ
Логарифми нерідко виникають під час відшукання інтегралів і розв'язування диференціальних рівнянь. Приклади:
{\displaystyle \int {\operatorname {tg} x}\,dx=-\ln |\cos x|+C;\quad \int {\frac {dx}{\sqrt {x^{2}+a}}}=-\ln \ \left|\ x+{\sqrt {x^{2}+a}}\ \right|+C}

#### Теорія ймовірностей та статистика

Розподіл Бенфорда. По горизонталі — перші цифри, по вертикалі — ймовірність їх появи.

У статистиці та теорії ймовірностей логарифм входить до низки практично важливих імовірнісних розподілів. Наприклад, у генетиці та фізиці використовується логарифмічний розподіл. У ситуаціях, коли досліджувана величина є добутком кількох незалежних додатних випадкових змінних, часто зустрічається логнормальний розподіл.
Закон Бенфорда («закон першої цифри») визначає ймовірність появи певної першої цифри при вимірі реальних величин.
Для оцінення невідомого параметра застосовують метод максимальної правдоподібності та пов'язана з ним функція логарифмічної правдоподібності.
Флуктуації під час випадкового блукання визначає закон повторного логарифма.

#### Інформатика та обчислювальна математика
В інформатиці одиниця вимірювання інформації — біт. Для зберігання в комп'ютері натурального числа {\displaystyle N} (у звичайному для комп'ютера двійковому форматі) знадобиться {\displaystyle \log _{2}N+1} бітів.
Мірою інформаційної ентропії, пов'язаною з кожним можливим значенням даних, є мінус логарифм функції маси ймовірності для цього значення: {\textstyle S=-\sum _{i}P_{i}\ln {P_{i}}}.
Оцінка асимптотичної складності рекурсивних алгоритмів, заснованих на принципі «розділяй і володарюй», таких як швидке сортування, швидке перетворення Фур'є тощо — {\displaystyle \;O(n\log \;n)}.
Зазвичай числові значення в пам'яті комп'ютера або спеціалізованого процесора зберігаються у форматі з рухомою комою. Якщо ж додавання і віднімання для групи даних виконуються рідко, а множення, ділення, піднесення до степеня і добування кореня — значно частіше, то є сенс розглянути можливість зберігання таких даних у логарифмічному форматі. В цьому випадку замість числа зберігається логарифм його модуля і знак, і швидкість обчислень завдяки властивостям логарифма значно зростає. Логарифмічний формат зберігання використано в деяких системах, де доведено його ефективність.

#### Фрактали та розмірність

Трикутник Серпінського (праворуч)

Логарифми допомагають виразити розмірність Гаусдорфа для фрактала. Наприклад, для трикутнику Серпінського, який виходить із рівностороннього трикутника послідовним видаленням подібних трикутників, лінійний розмір кожного з яких на кожному етапі зменшується вдвічі (див. рисунок), розмірність Гаусдорфа визначається за такою формулою:
{\displaystyle {\frac {\ln 3}{\ln 2}}\approx 1{,}58}

#### Фізика
Принцип Больцмана у статистичній термодинаміці — одна з найважливіших функцій стану термодинамічної системи, що характеризує ступінь її хаотичності.
Формула Ціолковського, застосовувана для розрахунку швидкості ракети:
{\displaystyle V=I\cdot \ln \left({\frac {M_{1}}{M_{2}}}\right)}

#### Хімія та фізична хімія
Рівняння Нернста
{\displaystyle E=E^{0}+{\frac {RT}{nF}}\ln {\frac {a_{\rm {Ox}}}{a_{\rm {Red}}}}}
пов'язує окисно-відновний потенціал системи з активностями речовин, що входять до електрохімічного рівняння, а також зі стандартними електродними потенціалами окисно-відновних пар.
Логарифм використовується у визначеннях таких величин, як показник сталої автопротолізу (самойонізації молекули) та водневий показник (кислотності розчину).

#### Теорія музики
Щоб з'ясувати, на скільки частин ділити октаву, потрібно знайти оптимальне наближення для {\displaystyle \log _{2}{\frac {3}{2}}\approx 0{,}585}. Якщо розкласти це число в неперервний дріб, то третій відповідний дріб (7/12) дає змогу обґрунтувати класичний поділ октави на 12 півтонів.

#### Психологія та фізіологія
Сприйняття людиною багатьох явищ добре описує логарифмічний закон.
Закон Вебера — Фехнера — емпіричний психофізіологічний закон, який полягає в тому, що інтенсивність відчуття пропорційна логарифму інтенсивності стимулу — гучності звуку, яскравості світла.
Закон Фіттса: що далі чи точніше виконується рух організму, то більше корекції необхідно для його виконання і довше ця корекція виконується.
Час прийняття рішень за наявності вибору можна оцінити за законом Гіка.

#### Різне
Кількість кіл гри за олімпійською системою дорівнює двійковому логарифму кількості участників змагань, округленому до найближчого більшого цілого.